# رون ميلر (كاتب أغاني)
رون ميلر (بالإنجليزية: Ron Miller)‏ هو كاتب أغاني أمريكي، ولد في 5 أكتوبر 1932 في شيكاغو في الولايات المتحدة، وتوفي في 23 يوليو 2007 في سانتا مونيكا في الولايات المتحدة.

## وصلات خارجية
- رون ميلر على موقع ميوزك برينز (الإنجليزية)
- رون ميلر على موقع قاعدة بيانات برودواي على الإنترنت (الإنجليزية)
- رون ميلر على موقع قاعدة بيانات برودواي على الإنترنت (الإنجليزية)
- رون ميلر على موقع ديسكوغز (الإنجليزية)